# ローレンス・ライト
ローレンス・ライト（Lawrence Wright、1947年8月2日 – ）は、アメリカ人ジャーナリスト、作家、映画脚本家である。
テュレーン大学で学んだ。
2007年にピューリッツァー賞を受賞した。
また、エドワード・ズウィック監督の映画『マーシャル・ロー』（1988年）の共同脚本を担当した。
2018年には自らの著作『倒壊する巨塔』に基づいたテレビドラマ・シリーズ『倒壊する巨塔－アルカイダと「9.11」への道』の製作総指揮及び創作を務めた。

## 受賞歴
- ピューリッツァー賞 一般ノンフィクション部門 2007年 ※The Looming Tower:Al‐Qaeda and the Road to 9/11（『倒壊する巨塔 <上><下> ― アルカイダと「9.11」への道』）に対して

## 著書
- City Children, Country Summer: A Story of Ghetto Children Among the Amish (1979年)
- In the New World: Growing up in America, 1964-1984 (1987年)
- Saints and Sinners (1993年)
- Remembering Satan: A Tragic Case of Recovered Memory（『悪魔を思い出す娘たち ― よみがえる性的虐待の「記憶」』） (1994年)
- Twins: And What They Tell Us About Who We Are (1999年) - アメリカで実施された「双子実験」についてのこの著書が、2018年の映画『同じ遺伝子の3人の他人』に影響をあたえ、同映画にライトも出演している。
- God's Favorite: A Novel (2000年)
- The Looming Tower:Al-Qaeda and the Road to 9/11（『倒壊する巨塔 <上><下> ― アルカイダと「9.11」への道』） (2006年)

## 日本語訳された作品
- 『悪魔を思い出す娘たち ― よみがえる性的虐待の「記憶」』稲生平太郎、吉永進一共訳、柏書房、1999年
- 『倒壊する巨塔 <上><下> ― アルカイダと「9.11」への道』平賀秀明訳、白水社、2009年